# Bulbophyllum gusdorfii
Bulbophyllum gusdorfii là một loài phong lan thuộc chi Bulbophyllum.